# Кендаян
Кендаян (индон. Bahasa Kendayan) — один из австронезийских языков, распространён на острове Калимантан — в провинции Западный Калимантан (Индонезия) и Саравак (Малайзия).
По данным Ethnologue, количество носителей данного языка составляло 321 тыс. чел. в 2007 году.
Помимо домашнего, бытового общения, используется на радио.

## Диалекты
Выделяют следующие диалекты: ахе, амбаванг, кендаян, селако.